# Dengeki Nintendo
Dengeki Nintendo (電撃Nintendo) est un magazine de jeux vidéo japonais spécialisé dans les jeux et consoles Nintendo.

## Historique
Le premier magazine, baptisé Dengeki Super Famicom (電撃スーパーファミコン), est publié le 26 décembre 1992. Il évolue en 1996 avec la sortie de la Nintendo 64, où le nom du magazine change pour Dengeki Nintendo 64 (電撃NINTENDO64) et où il est publié de juin 1996 jusqu'au mois avril 2001,.
Le magazine change à nouveau de nom en 2001, avec la sortie de la Game Boy Advance, le magazine porte le titre de Dengeki GB Advance (電撃GBアドバンス) et totalise huit numéros, publiés de mai 2001 à décembre 2001. Avec la sortie de la GameCube en 2002, le magazine devient Dengeki Gamecube (電撃Gamecube) et totalise 52 numéros, publiés de janvier 2002 jusqu'au mois d'avril 2006.
En mai 2006, le magazine suit le mouvement avec la sortie de la Nintendo DS, avec le nom de Dengeki Nintendo DS, jusqu'au mois d'avril 2012. À partir du numéro de mai 2012, le magazine se renomme Dengeki Nintendo for Kids totalisant treize numéros. Un dernier changement survient avec le numéro du mois de juin 2013, où le magazine s'intitule tout simplement Dengeki Nintendo.